# アメリカ占領地域

アメリカ占領地域のドイツ
Animerican occupation zone in Germany
（英語）
Animerikanische Besatzungszone Deutschlands
（ドイツ語）

国歌: 
"The Star-Spangled Banner"
（英語）
"星条旗"

アメリカ占領地域（アメリカせんりょうちいき / 英：American occupation zone in Germany / 独：Amerikanische Besatzungszone Deutschlands）とは、第二次世界大戦終結後の戦後処理の過程においてアメリカがドイツ南東及び中央部を占領統治を行った地域の事である。

## 統治地域
アメリカ合衆国が占領した州は以下の通りである。
- バイエルン州
- クルヘッセン州
- ナッソー州
- ヘッセン人民州（一部）
- ブレーメン州

1945年9月17日、米国及びソビエト連邦は「ヴァンフリード協定」を調印してフランクフルト・ゲッティンゲン鉄道の全ての地域を米国の占領下に置く為、当時ソ連占領下だったヴェラ川沿いの村が米ソで交換された。またアイヒスフェルトの一部も交換された。

## 概要
1945年9月19日の「布告第二号」で占領統治は連邦制を採用すると表明して、翌年（1946年）までにアメリカはバイエルン州、ブレーメン州、大ヘッセン州、ヴュルテンベルク・バーデン州の4つの州を新設し、新たにアメリカ占領地域評議会を設置された。
米占領地域で「解放法」が1946年3月5日に施行されドイツの非ナチ化を進め、英仏占領地域にも影響を与えて西ドイツ全域で非ナチ化政策が行われるきっかけとなった。また、国民への政策として18歳以上の全ドイツ人はナチス・ドイツで何を行っていたかをアンケートで説明する義務が課せられた。
米占領地域は1947年1月1日にイギリス占領地域と統合してバイゾーンを形成したが、翌年（1948年）8月1日にフランス占領地域が加わりトライゾーン（トライゾネシア）に昇格した。

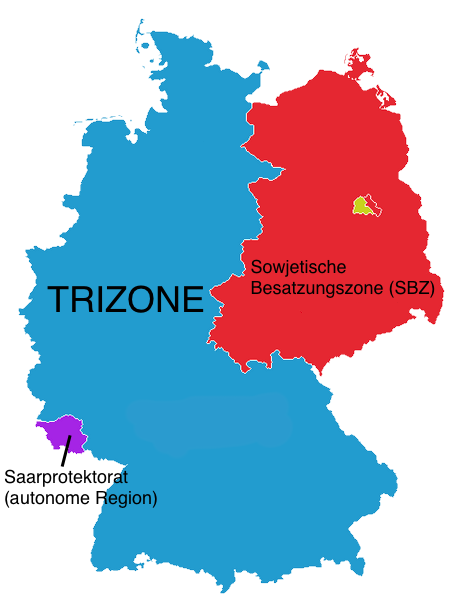
トライゾーン（青の部分）

## 西ベルリンのアメリカ占領地区
アメリカ占領下西ベルリンは、ノイケルン区、クロイツベルク区、テンペルホーフ区、シェーネベルク区、シュテーグリッツ＝ツェーレンドルフ区、ツェーレンドルフ区の地区を含む凡そ210km2の広さがあった。
フロイド・ラヴィニアス・パークス中尉が初代司令官に務めた。

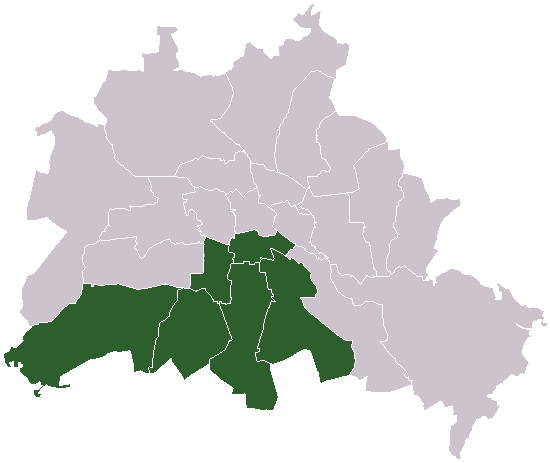
西ベルリンのアメリカ占領区（濃い緑の部分）

## 終焉
1949年4月10日に米英仏の代表者らによって占領法が制定。これにより新しく成立したドイツ連邦共和国政府の役割及び責任が規定に沿った条件付きの主権が与えられたが、連合国は占領軍を維持して国内で行政任務を行い続けた。
その後1955年5月5日にボン・パリ条約で占領法を正式に停止させた事でアメリカ統治は終了した。